# تطور ثقافي-اجتماعي
تطور ثقافي-اجتماعي هو الحركة من التجانس غير المتالحم إلی عدم التجانس المتالحم عن طريق التفرق والتكامل حسب التعريف الكلاسيكي لهيربرت سبينسر. فمثلا تتطور مجموعات القری المتشابهة غير المتصلة إلی منظومات اجتماعية مركبة متكونة من وحدات مختلفة ومتصلة اتصالا قويا. فالنظام الاجتماعي الموجود الآن يختلف عن النظام الاجتماعي المشاعي أو النظام الماقبل رأسمالي، أو المجتمع الماقبل صناعي. أي أن المجتمعات البشرية عرفت العديد من الأنظمة الاجتماعية قبل أن تصل هذه المرحلة من التطور.
وليس كل تغير اجتماعي تطورا اجتماعيا. فمثلا تتغير اية مدينة تغيرا ملحوظا بين الساعة الخامسة والساعة العاشرة صباح كل يوم ولكن هذا التغير تغير وظائفي وليس تطورا فالتطور الاجتماعي عبارة عن تغير يؤدي إلی تغيير التركيب الاجتماعي.

## لمحة عامة
يشير التطور الاجتماعي الثقافي أو التطورية الاجتماعية الثقافية أو التطور الثقافي إلى نظريات التطور الثقافي والاجتماعي التي تصف كيف تتغير الثقافات والمجتمعات مع مرور الوقت. في حين أن التنمية الاجتماعية الثقافية تتعقب العمليات التي تميل إلى زيادة تعقيد مجتمعٍ ما أو ثقافةٍ ما، فإن التطور الاجتماعي الثقافي ينظر أيضًا في العملية التي يمكن أن تؤدي إلى انخفاض في التعقيد (التنكس) أو التي يمكن أن تحدث تباينًا أو انتشارًا دون أي تغييرات مهمة ظاهرة في التعقيد (التخليق). التطور الاجتماعي والثقافي هو «العملية التي تتأثر بها هيكلة إعادة التنظيم عبر الزمن، وتنتج في نهاية المطاف شكلًا أو هيكلًا يختلف نوعيًا عن شكل الأجداد».
تهدف معظم مناهج القرن التاسع عشر وبعض مناهج القرن العشرين المرتبطة بالثقافة الاجتماعية إلى تقديم نماذج لتطور البشرية ككل، بحجة أن المجتمعات المختلفة قد وصلت إلى مراحل مختلفة من التطور الاجتماعي. تركز أشمل محاولة لتطوير نظرية عامة للتطور الاجتماعي على تطوير المنظومات الاجتماعية الثقافية، وهو عمل تالكوت بارسونز (1902-1979)، وطُبِق على نطاق يشمل نظرية تاريخ العالم. محاولةُ أخرى، على نطاق أقل منهجية، نشأت مع نهج المنظومات العالمية منذ سبعينيات القرن التاسع عشر.
تركز الأساليب الأكثر حداثة على التغييرات الخاصة بالمجتمعات الفردية وترفض فكرة أن الثقافات تختلف في المقام الأول وفقًا للمدى الذي قطعته كل ثقافة على مقياس خطي من التقدم الاجتماعي. يعمل معظم علماء الآثار وعلماء الأنثروبولوجيا الثقافية الحديثة في أطر نظرية التطور الحديثة وعلم الأحياء الاجتماعي، ونظرية التحديث.
وُجِدت مجتمعات مختلفة كثيرة على مرّ التاريخ البشري، مع تقديرات تصل إلى أكثر من مليون مجتمع منفصل؛ ومع ذلك، اعتبارًا من عام 2013، قدّر عدد المجتمعات المتميّزة الحالية بنحو 200 مجتمعٍ فقط.

## مدخل
غالبًا ما يفترض علماء الأنثروبولوجيا وعلماء الاجتماع أن البشر لديهم ميولٌ اجتماعية طبيعية وأن سلوكيات اجتماعية إنسانية معينة لها أسباب وديناميات غير جينية (أي يتعلمها الناس في بيئة اجتماعية ومن خلال التفاعل الاجتماعي). تُوجد المجتمعات في بيئات اجتماعية معقدة (أي بالموارد الطبيعية وقيودها) وتتكيف مع هذه البيئات. وبالتالي، يُحتّم على جميع المجتمعات أن تتغيّر.
غالبًا ما تحاول نظريات محددة للتطور الاجتماعي أو الثقافي تفسير الاختلافات بين المجتمعات المُتعاصِرة من خلال افتراض أن المجتمعات المختلفة قد وصلت إلى مراحل مختلفة من التنمية. على الرغم من أن هذه النظريات تقدم عادةً نماذج لفهم العلاقة بين التقنيات أو الهيكل الاجتماعي أو قيم مجتمعٍ ما، إلا أنها تختلف من حيث مدى وصفها لآليات محددة من التباينات والتغيير.
تطوّرت نظريات التطور الاجتماعي والثقافي المبكرة -أفكار أوغست كونت (1798-1857)، وهربرت سبنسر (1820-1903) ولويس هنري مورغان (1818-1881) في وقتٍ واحد مع، ولكن على نحوٍ مستقل، أعمال تشارلز داروين، وكانت شعبية من أواخر القرن التاسع عشر حتى نهاية الحرب العالمية الأولى. زعمت نظريات التطور أحادية المسار هذه في القرن التاسع عشر أن المجتمعات تبدأ في حالة بدائية وتصبح أكثر تحضرًا مع مرور الوقت. لقد ربطوا بين ثقافة وتقانة حضارة الغرب بالتقدم. لقد أدت بعض أشكال نظريات التطور الاجتماعي الثقافي المبكرة (خاصة النظريات أحادية المسار) إلى نظريات انتُقدت كثيرًا مثل الداروينية الاجتماعية والعنصرية العلمية، وكانت تستخدم في بعض الأحيان في الماضي لتبرير سياسات سائدة كالاستعمار والعبودية وتبرير سياسات جديدة مثل تحسين النسل.
تهدف معظم مناهج القرن التاسع عشر وبعض مناهج القرن العشرين إلى تقديم نماذج لتطوّر البشرية ككيان واحد. ومع ذلك، ركزت معظم مقاربات القرن العشرين، مثل التطور متعدد الخطوط، على التغييرات الخاصة بكل مجتمع على حدة. علاوةً على ذلك، رفضوا التغيير الاتجاهي (أي الاستقامة أحادية الخط أو الغائية أو التغيير التدريجي). يعمل معظم علماء الآثار في إطار التطور متعدد الخطوط. تشمل المناهج المعاصرة الأخرى للتغيير الاجتماعي التطورية الجديدة، وعلم الأحياء الاجتماعي، ونظرية الوراثة المزدوجة، ونظرية التحديث، ونظرية ما بعد الصناعة.
كتب ريتشارد دوكينز في كتابه الأساسي «الجين الأناني» الذي نُشِر في عام 1976: «هناك بعض الأمثلة للتطور الثقافي في الطيور والقرود، لكن... إن جنسنا هو الذي يظهر حقًا ما يمكن أن يفعله التطور الثقافي».

## النظريات الحديثة
عندما أصبح انتقاد التطورية الاجتماعية أمرًا مقبولًا على نطاق واسع، تغيرت المقاربات الأنثروبولوجية والسوسيولوجية بشكل موافق. تحرص النظريات المعاصرة على تجنب الافتراض غير المعتمد على مصادر موثوقة أو المتأثر بالخلفيات الإثنية أو المقارنات أو الأحكام الشخصية، أو التي تعتبر المجتمعات المفردة موجودة ضمن سياقها التاريخي الخاص. وفرت هذه الشروط سياقًا مناسبًا لنظريات جديدة مثل النسبية الثقافية والتطور متعدد الخطوط.
في عشرينيات وثلاثينيات القرن العشرين، أحدث جوردون تشايلد ثورة في دراسة التطورية الثقافية. أجرى دراسة شاملة قبل تاريخية زودت الباحثين بدليل على الانتقال الثقافي الأفريقي والآسيوي إلى أوروبا. حارب العنصرية العلمية من خلال إيجاد أدوات وآثار للشعوب الأصلية من أفريقيا وآسيا وأظهر كيف أنها أثرت على تكنلوجيا الحضارات الأوروبية. عارضت الأدلة المثبتة في اكتشافاته فكرة التفوق والسيطرة الآريين. شرح تشايلد التطور الثقافي من خلال نظريته في الاختلاف مع التعديلات في التجمع. افترض أن الثقافات المختلفة توجد أساليب منفصلة لتلبية احتياجاتها المختلفة، لكن عندما وقعت حضارتان ما على تماس طورتا وسائل تأقلم متشابهة لحل المشاكل المتشابهة. رافضًا نظرية سبنسر للتطور الثقافي المتوازي، وجد تشايلد أن التفاعل بين الثقافات ساهم في اجتماع جوانب متشابهة المرتبطة بثقافة ما بشكل خاص. أكد تشايلد على الثقافة البشرية كبنية اجتماعية بدلًا من كونها نواتج للسياق البيئي أو التكنلوجي. وضع تشايلد مصطلحين جديدين هما ’الثورة الزراعية’ و ’الثورة الحضرية’ الذين بقيا قيد الاستخدام حتى اليوم في مجال أنثروبولوجيا ما قبل التاريخ.
في عام 1941، كتب عالم الأنثروبولوجيا روبرت ردفيلد حول الانتقال من ’المجتمع الشعبي’ إلى ’المجتمع الحضري’. بحلول أربعينيات القرن العشرين، سعى علماء الأنثروبولوجيا الثقافية مثل ليزلي وايت وجوليان ستيوارد إلى إعادة إحياء نموذج تطوري اعتمادًا على أساس أكثر علمية، ونجحا في تأسيس مقاربة معروفة باسم التطورية الجديدة. رفض وايت التعارض بين المجتمعات ’البدائية’ والمجتمعات ’المتحضرة’ لكنه أشار أيضًا إلى إمكانية تقييم المجتمعات بناء على مقدار الطاقة الذي تنتجه، وإلى أن الطاقة الإضافية تسمح بمزيد من التمايز الاجتماعي (قانون وايت). من جهة أخرى رفض ستيوارد فكرة التطور العائدة إلى القرن التاسع عشر، بدلًا من ذلك جذب الانتباه إلى فكرة ’التأقلم’ الداروينية، مشيرًا إلى أن جميع المجتمعات تحتاج إلى التأقلم مع بيئتها بطريقة أو بأخرى.
جهز عالما الأنثروبولوجيا مارشال سالينز وإلمان سيرفيس مجلدًا محررًا بعنوان التطور والثقافة، وفيه حاولا الوصول إلى مقاربات وايت وستيوارد. كما طور علماء أنثروبولوجيا آخرون -بناء على عمل وايت وستيوارد أو ردًا عليه- نظريات لعلم البيئات الثقافية وعلم الأنثروبولوجيا البيئية. من أهم الأمثلة على ذلك نذكر بيتر فايدا وروي رابابورت. بحلول أواخر خمسينيات القرن العشرين، كان تلاميذ ستيوارد مثل إريك وولف وسيدني مينتز قد ابتعدوا عن علم البيئات الثقافية باتجاه الماركسية ونظرية الأنظمة العالمية ونظرية الاتكال ونظرية المادية الثقافية لمارفين هاريس.
في يومنا الحالي، يرفض معظم علماء الأنثروبولوجيا فكرة التطور العائدة إلى القرن التاسع عشر والافتراضات الثلاثة للتطور أحادي المسار. من خلال الاقتداء بستيوارد، فهم ينظرون بجدية إلى العلاقة بين الثقافة وبيئتها من أجل شرح الجوانب المختلفة للثقافة. لكن معظم علماء الأنثروبولوجيا الثقافية المعاصرة قد تبنوا مقاربة الأنظمة العامة، فاحصين الثقافات كأنظمة ظاهرة ومشيرين إلى أن الشخص يجب أن يأخذ البيئة الاجتماعية ككل بعين الاعتبار، مما يتضمن العلاقات السياسية والاقتصادية بين الثقافات.
كنتيجة للأفكار المبسطة من ’التطور التقدمي’، تتلقى نظريات التطور الثقافي الأكثر حداثة وتعقيدًا (مثل نظرية الوراثة المزدوجة) اهتمامًا محدودًا في علوم الاجتماع، كما أعطت المجال في بعض الأحيان لسلسلة من المقاربات الأكثر توجهًا إنسانيًا. يرفض البعض التفكير التطوري بشكل كلي وينظرون بدلًا من ذلك إلى الحوادث التاريخية والتواصل مع الحضارات الأخرى وعمل الأنظمة الثقافية النموذجية. في مجال دراسات النمو، طور بعض الكتّاب مثل أمارتيا سين مفهومًا ’للتطور’ و ’الازدهار الإنساني’ تشكك أيضًا في بعض المفاهيم المبسطة للتقدم، في حين تحافظ على كثير من الوحي الأساسي الكامن خلفها.

### التطورية الجديدة
كانت التطورية الجديدة الأولى في سلسلة من نظريات التطور متعدد المسارات الحديثة. ظهرت في ثلاثينيات القرن العشرين وتطورت بشكل واسع في الفترة التالية للحرب العالمية الثانية كما أُدخلت في كل من علمي الأنثروبولوجيا والاجتماع في ستينيات القرن الماضي. تركز نظرياتها على الأدلة المستمدة من التجربة من جوانب علوم الآثار والأحافير والتأريخ، وتحاول إلغاء أي إشارات إلى أنظمة من القيم، بصرف النظر عن كونها قيمًا أخلاقية أو ثقافية، إنما تحاول البقاء على الحياد وأن تكون وصفية ببساطة.
في حين بينت تطورية القرن التاسع عشر كيفية تطور الثقافة من خلال إعطاء مبادئ عامة لعمليتها التطورية، صرف دعاة توجه الانصراف التاريخي نظرهم عنها باعتبارها ’وحيدة العلوم’ في أوائل القرن العشرين. كان مفكرو التطورية الجديدة هم من أعاد التفكير التطوري كما طوروا هذا التفكير ليجعلوه مقبولًا لعلماء الأنثروبولوجيا المعاصرين.
ترفض التطورية الجديدة الكثير من أفكار التطورية الاجتماعية التقليدية، خصوصًا مبدأ التطور الاجتماعي الذي كان مسيطرًا إلى حد بعيد في النظريات السابقة المتعلقة بعلم الاجتماع والتطور. ترفض التطورية الجديدة حجة الحتمية وتقدم مبدأ الاحتمالية، مشيرة إلى أن الحوادث غير المتوقعة والإرادة الحرة يمكن أن تؤثر بشكل كبير على عملية التطور الاجتماعي. تدعم التطورية الجديدة أيضًا مفهوم التاريخ المغاير، لتسأل «ماذا لو؟» وتأخذ بعين الاعتبار كثيرًا من الطرق الممكنة التي كان من الممكن للتطور الاجتماعي أن يسلكها أو لا يسلكها، وبالتالي تسمح بوجود حقيقة تطور الثقافات المختلفة بأشكال مختلفة، حتى أن بعضها قد يجتاز مراحل كاملة كانت ثقافات أخرى قد مرت بها. تؤكد التطورية الجديدة على أهمية الدليل المستمد من التجربة. في حين تستخدم نظرية التطور الثقافي من القرن التاسع عشر أحكامًا تقييمية وافتراضات من أجل تفسير المعطيات، تعتمد التطورية الجديدة على المعلومات القابلة للقياس من أجل تحليل عملية التطور الاجتماعي الثقافي.
حاول ليزلي وايت مؤلف كتاب تطور الثقافة: تقدم الحضارة حتى سقوط روما المنشور عام 1959 وضع نظرية تفسر تاريخ الإنسانية بأكمله. العامل الأهم في هذه النظرية هو التكنلوجيا. نقتبس من الكتاب قولًا مميزًا له هو: تكون الأنظمة الاجتماعية محكومة بالأنظمة التكنلوجية، مما يقارب النظرية السابقة للويس هنري مورغان. يقترح وايت معيارًا جديدًا لتقييم تقدم المجتمع هو مقدار الطاقة التي يستهلكها هذا المجتمع، ويميز بالتالي بين خمس مراحل مختلفة للتطور البشري. في المرحلة الأولى، يستخدم البشر طاقة عضلاتهم الخاصة، وفي المرحلة الثانية يستخدمون طاقة الحيوانات المستأنسة، وفي الثالثة يستخدمون طاقة النباتات (يشير وايت هنا إلى الثورة الزراعية). في المرحلة الرابعة يتعلمون توليد الطاقة من المصادر الطبيعية مثل الفحم والنفط والغاز الطبيعي. في المرحلة الخامسة والأخيرة يتمكن البشر من حصد الطاقة النووية.